# Pristiophorus delicatus
Pristiophorus delicatus is een vissensoort uit de familie van de Pristiophoridae. De wetenschappelijke naam van de soort is voor het eerst geldig gepubliceerd in 2008 door Yearsley, Last & White.